# Bathoxiphus ensiculus
Bathoxiphus ensiculus är en blötdjursart som först beskrevs av Jeffereys 1877.  Bathoxiphus ensiculus ingår i släktet Bathoxiphus och familjen Entalinidae. Inga underarter finns listade i Catalogue of Life.